# Chiesa dei Dodici Apostoli
La chiesa dei Dodici Apostoli (in russo церковь Двенадцати Апостолов?, cerkovʾ Dvenadcati Apostolov) è una chiesa situata nella piazza delle Cattedrali nel Cremlino di Mosca.

## Storia e descrizione
Venne commissionata dal patriarca Nikon come parte della sua residenza nel 1653. Dedicata a Filippo apostolo nel 1656, la sua dedica venne cambiata in quella attuale nel 1682.
La chiesa possiede due caratteristici larghi archi che permettono il passaggio dalla piazza delle Cattedrali al cortile del patriarca. Le pareti esterne sono decorate con due file di archi colonnati che hanno preso ispirazione sia dalle vicine cattedrali nella piazza sia dalle grandi chiese della scuola di Vladimir-Suzdal' del dodicesimo secolo.
La residenza patriarcale venne danneggiata seriamente quando i bolscevichi bombardarono il Cremlino nell'ottobre del 1917. In seguito la chiesa venne restaurata e poco rimane dei murali originari; è presente un'iconostasi del diciassettesimo secolo salvata da un'altra cattedrale in seguito alla sua demolizione da parte dei bolscevichi.